# Solon Borland
Solon Borland (8 août 1811 – 1er janvier 1864) est un médecin, éditeur, homme politique américain qui fut sénateur au Congrès des États-Unis pour l'Arkansas de 1848 à 1853 puis officier dans la Confederate States Army durant la guerre de Sécession.

## Biographie
Solon Borland est né le 8 août 1811 près de Suffolk en Virginie. Il étudie la médecine puis s'installe à Little Rock en Arkansas. Il participe à la guerre américano-mexicaine avant de siéger au Sénat des États-Unis sous les couleurs du Parti démocrate de 1848 à 1853 après la démission d'Ambrose Hundley Sevier (en). Il occupe ensuite le poste d'ambassadeur au Nicaragua et dans d'autres pays d'Amérique centrale.
Durant la guerre de Sécession, il lève des troupes pour la Confederate States Army et s'élève au rang de brigadier général.
Il meurt à Houston au Texas le 1er janvier 1864.